# Le Noirmont
Le Noirmont (hist. Schwarzenberg) − miejscowość i gmina w północno-zachodniej Szwajcarii, w kantonie Jura, w okręgu Franches-Montagnes. Leży nad rzeką Doubs.

## Demografia
W Le Noirmont mieszka 1 914 osób. W 2020 roku 15,8% populacji gminy stanowiły osoby urodzone poza Szwajcarią. 

## Transport
Przez teren gminy przebiega droga główna nr 18. 